# ليو تندلر
ليو تندلر (بالإنجليزية: Lew Tendler)‏ مواليد 06 يونيو 1894 في فيلادلفيا - الوفاة 05 نوفمبر 1970 في اتلانتيك سيتي، كان ملاكم محترف أمريكي صنّف ضمن فئة وزن الوسط.

## إحصائيات
خاض خلال مسيرته 171 نزالا، فاز في 145 وتعادل في 8 وخسر في 16. فاز بالضربة القاضية في 38 نزالا.

## روابط خارجية
- ليو تندلر على موقع بوكس ريك (الإنجليزية) (registration required)